# Лёд XIX
Лёд XIX — предполагаемая кристаллическая фаза воды. Наряду со льдом XV он является одной из двух фаз льда, непосредственно связанных со льдом VI. Лёд XIX получают путём охлаждения допированного HCl льда VI при давлении выше 1,6 ГПа до температуры около 100 К. По состоянию на 2024 год его кристаллическая структура не была объяснена.

## История

### Первое сообщение
Первое сообщение о льде XIX было опубликовано в 2018 году группой Томаса Лоэртинга из Австрии. Они закалили лёд VI, легированный HCl, до 77 К при различных давлениях от 1,0 до 1,8 ГПа и собрали термограммы дифференциальной сканирующей калориметрии (ДСК), диэлектрический спектр, спектр комбинационного рассеяния и рентгеновские дифракционные картины. В сигналах ДСК наблюдалась эндотермическая особенность при температуре около 110 К в дополнение к эндотерме, соответствующей переходу льда XV—VI. Кроме того, спектры комбинационного рассеяния, диэлектрические свойства и соотношение параметров решётки отличались от таковых у льда XV. Основываясь на этих наблюдениях, они предположили существование второй водородно-упорядоченной фазы льда VI, назвав её льдом beta-XV.

### Альтернативное объяснение
В 2019 году Александр Розу-Финсен и Кристоф Зальцман заявили, что нет необходимости считать это новой фазой льда, и предложили сценарий «глубокого стеклообразного» состояния. Согласно их данным ДСК, размер эндотермической особенности зависит не только от давления закалки-восстановления, но и от скорости нагрева и продолжительности отжига при 93 K. Они также собрали профили нейтронной дифракции дейтериевого льда VI/XV, легированного хлоридом дейтерия, приготовленного при различных давлениях 1,0, 1,4 и 1,8 ГПа, и показали, что между ними нет существенных различий. Они пришли к выводу, что низкотемпературная эндотерма обусловлена кинетическими особенностями, связанными со стеклообразными переходами глубоких стеклообразных состояний неупорядоченного льда VI.

### Дальнейшие исследования
Вопрос о различии между двумя сценариями (новая водородно-упорядоченная фаза против глубоко стеклообразного неупорядоченного льда VI) стал открытым, и дебаты между двумя группами продолжаются. Тёни и др. (группа Лёртинга) собрали ещё одну серию рамановских спектров льда бета-XV и сообщили, что (i) лёд XV, приготовленный по протоколу, о котором сообщалось ранее, содержит домены как льда XV, так и льда бета-XV; (ii) при нагревании рамановские спектры льда бета-XV демонстрируют потерю Н-порядка.
В противоположность этому, группа Зальцмана вновь привела аргументы в пользу правдоподобности сценария «глубокого стеклообразного состояния», основываясь на экспериментах по дифракции нейтронов и неупругому рассеянию нейтронов. Исходя из их экспериментальных результатов, лёд VI и глубокий стеклообразный лёд VI имеют очень схожие характеристики, основанные как на экспериментах по упругому (дифракционному) рассеянию, так и неупругому рассеянию, и отличаются от свойств льда XV.
В 2021 году дальнейшие кристаллографические доказательства существования новой фазы (льда XIX) были получены тремя группами: Ямане и др. (группа Хироюки Каги и Казуки Комацу из Японии), Гассер и др. (группа Лоертинга) и группа Зальцмана. Ямане и другие собрали профили дифракции нейтронов in situ (то есть под высоким давлением) и обнаружили новые брэгговские особенности, совершенно отличные от льда VI и льда XV.
Они провели уточнение профилей по Ритвельду на основе суперячейки √2x√2x1 льда XV и предложили несколько ведущих кандидатов на пространственную группу льда XIX: P-4, Pca21, Pcc2, P21/a и P21/c. Они также измерили диэлектрические спектры in situ и определили фазовые границы льдов VI/XV/XIX. Они обнаружили, что знак наклона границы превращается из положительного в отрицательный при 1,6 ГПа, что указывает на существование двух различных фаз в соответствии с соотношением Клаузиуса-Клапейрона.
Гассер и другие также собрали порошковые нейтронные дифрактограммы восстановленных после закалки льдов VI, XV и XIX и обнаружили сходные кристаллографические особенности с теми, о которых сообщили Ямане и другие, сделав вывод, что P-4 и Pcc2 являются вероятными кандидатами в пространственные группы. Как результаты Ямане и др., так и результаты Гассера и др. указывают на частично упорядоченную водородную структуру. Гассер и др. также обнаружили изотопный эффект с помощью ДСК: низкотемпературная эндотерма для дейтериевого (D2O) льда XIX, легированного DCl, была значительно меньше, чем для водяного (H2O) льда XIX, легированного HCl, и что легирование 0,5 % H2O в D2O достаточно для перехода к упорядочению.
Несколько месяцев спустя Зальцманн и др. опубликовали работу, основанную на экспериментах по порошковой нейтронной дифракции льда XIX in situ. В отличие от своих предыдущих отчётов, они приняли идею о новой фазе (лёд XIX), поскольку наблюдали сходные черты с двумя предыдущими отчётами. Однако они уточнили дифракционные профили на основе неупорядоченной структурной модели (Pbcn) и утверждали, что новые брэгговские отражения могут быть объяснены искажениями льда VI, поэтому лёд XIX по-прежнему можно рассматривать как глубоко стеклообразное состояние льда VI.
Кристаллическая структура льда XIX, включая водородный порядок/неупорядоченность, все ещё обсуждается по состоянию на 2024 год.